# Město Libavá
Město Libavá (německy Liebau či Stadt Liebau) je obec v okrese Olomouc v Olomouckém kraji. Její součástí je také vesnice Heroltovice, Dřemovice a zaniklá ves Stará Voda. Žije zde 551 obyvatel. Bývalé město bylo k 1. říjnu 1946 vyčleněno z politického okresu Moravský Beroun a zahrnuto do nově vzniklého vojenského újezdu Libavá. K 1. lednu 2016 byl prostor újezdu zredukován a bylo z něj vyčleněno několik vesnic, včetně Města Libavá. Tehdy také byla obnovena samosprávná obec, která je i nadále sídlem újezdního úřadu zmenšeného vojenského újezdu.

## Název
Původní jméno vesnice bylo Lubova a bylo to přivlastňovací přídavné jméno k osobnímu jménu Lub, což byla domácká podoba některého jména začínajícího na Lub- (např. Luboměr, Lubhost). Význam místního jména tedy byl "Lubova ves". Doklady ze 14. století mají ještě původní -u-, pozdější doklady už ukazují provedení hláskové změny u > i. Do němčiny bylo jméno převzato po provedení této hláskové změny jako Liebau a to později přejato zpět do češtiny jako Libava. Tvar Libavá se vytvořil nápodobou jiných místních jmen takového zakončení. Od 18. století se připojovalo Stadt (Město) na odlišení od Staré Libavé.

## Historie

### Od nejstarších dob do roku 1850
První písemná zmínka o Městě Libavá se nachází v latinsky psané listině z roku 1301. Město bylo v majetku olomouckého biskupství. Z roku 1528 pochází první prokázaná zmínka o faře a kostele, který byl dřevěný s dřevěnou věží stojící vedle kostela.
V roce 1581 bylo město osvobozeno od robot. Ze závěru 16. století pocházejí první zmínky o zdejší jednotřídní škole, v níž se učilo na dvě směny. Ta se nacházela vedle fary. Později byla na stejném místě zřízena dvoutřídní škola. Do roku 1629 používalo město znak, vycházející ze znaku svojí biskupské vrchnosti. Listinou z 8. ledna 1629 upravil tento znak kardinál František z Ditrichštejna do současné podoby. Tento kardinál rovněž potvrdil městu právo pečetit červeným voskem. Roku 1662 bylo, z důvodu špatného technického stavu původního dřevěného kostela, rozhodnuto o stavbě nového zděného farního kostela Povýšení svatého Kříže, dokončeného roku 1669. Ten byl až do roku 1914 pod patronací olomouckého arcibiskupa.
Roku 1731 zachvátily Libavou dva požáry, které zničily více než 50 domů. Proto byla uprostřed dnešního náměstí postavena 24 metrů vysoká městská věž s hodinami (nazývaná Hodinová) s požárním zvonem z roku 1662. Kdokoliv zpozoroval požár, byl povinen na něj zvonit. Kvůli špatnému technickému stavu však byla roku 1898 zbořena. V blízkosti věže se nacházela (nyní již zasypaná) 27 metrů hluboká studna vytesaná do skály. Roku 1817 kostel vyhořel spolu s farou, školou a sedmi domy v jeho blízkosti. Při tomto požáru shořela i dřevěná věž kostela a propadla se klenba kněžiště, přičemž došlo k usmrcení čtyř měšťanů. Téhož roku byl kostel opraven, byla zahájena stavba nové kamenné věže, do níž dvakrát udeřil blesk, což si vyžádalo další opravu a zhotovení nové střechy. V interiéru kostela byl vybudován bohatě vyřezávaný patrový kůr s mohutnými varhanami a díky tomu byl kostel znám v širokém okolí. Až do roku 1837 se pak táhly stavební práce na kostele.
Před 1. lednem 1850 patřilo Město Libavá do Přerovského kraje.

### Od roku 1850 do konce druhé světové války

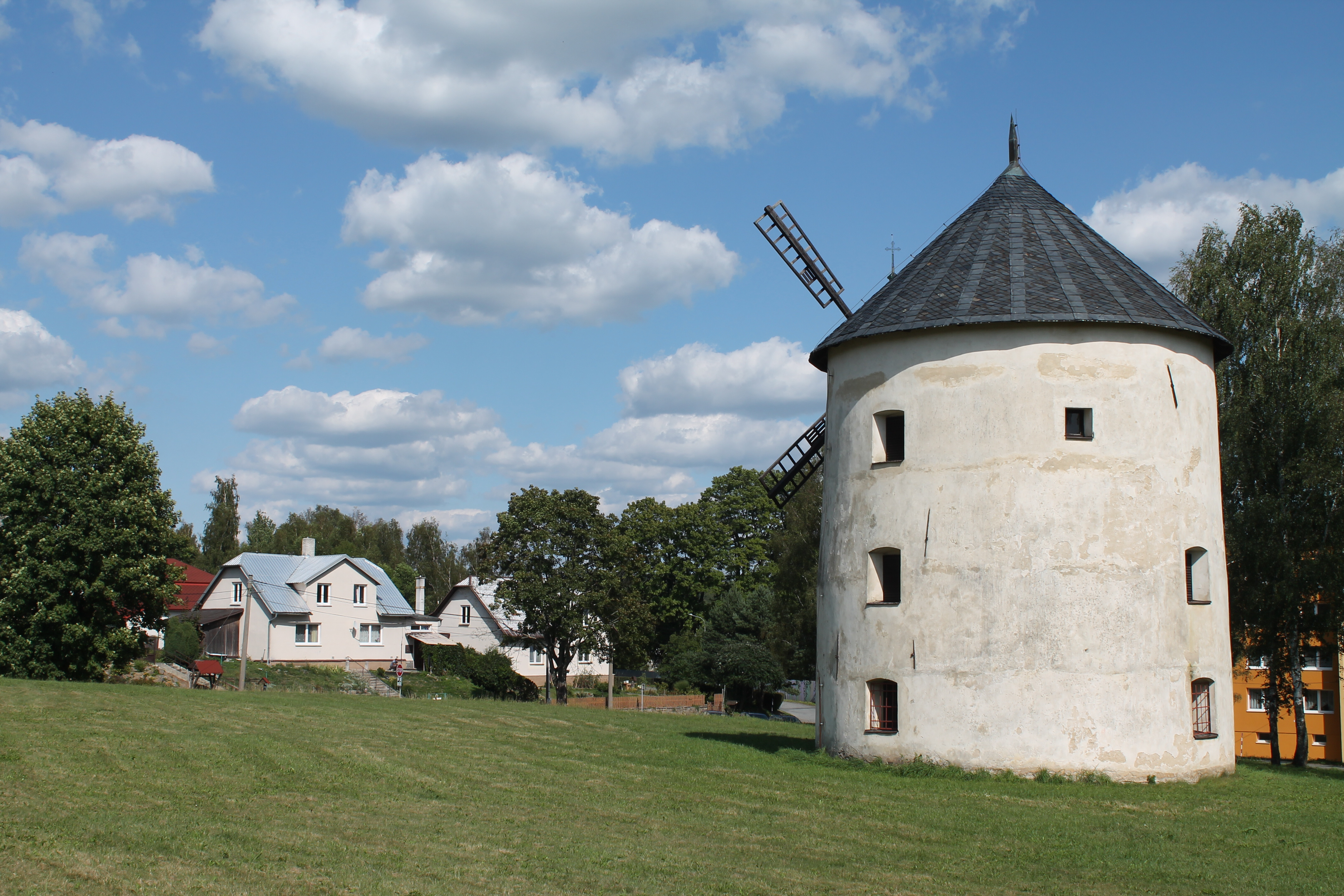
Větrný mlýn holandského typu, poprvé zmiňovaný v roce 1875

K 1. lednu 1850 se Město Libavá stalo součástí Olomouckého kraje a centrem okresu Libavá. V letech 1850-1851 byla před kostelem postavena nová trojtřídní škola, v níž byl byt pro učitele a jeden pokoj pro jeho dva pomocníky. Budova školy, která byla několikrát přestavovaná, stojí dodnes (stav roku 2012), zatímco parcelu se starou školou koupil farář, který nechal školní budovu zbourat a na místě zřídil sad
Od roku 1854 byly součástí města Dřemovice, Předměstí Libavá, Olejovice (do roku 1884) a Vojnovice (do roku 1875). Dřemovice měly až do roku 1950 nadále status osady, zatímco Město Libavá a Předměstí Libavá byly roku 1897 sloučeny v jednotnou osadu. V letech 1855–1868 byl okres Libavá součástí Novojičínského kraje, roku 1868 byly kraje na Moravě zrušeny a v letech 1868-1909 pak bylo Město Libavá centrem soudního okresu v rámci politického okresu Šternberk.
Při dalším požáru z roku 1863 nová škola vyhořela a byla následně znovuvystavěna, přičemž byl byt učitele zrušen, což umožnilo rozšíření školy na pětitřídní. V 19. století se začal v Libavé a jejím okolí rozvíjet textilní průmysl. Nejznámější zdejší továrnou byla od roku 1906 textilka Hallwachs & Sohn, jejímž předchůdcem byla pobočka vídeňské firmy Tannenberger, která roku 1893 vyrobila první metry hedvábných, strojově vyšívaných stuh. Nacházela se v tehdejší Keprtovické (nyní Hranické) ulici. Od roku 1894 působila v Dřemovicích pobočka vídeňské firmy Modenfabrik Jacob Karst, s podobným sortimentem, kterou roku 1913 zakoupili majitelé firmy Hallwachs. Zdejší textilní výrobky byly vyváženy do téměř celé Evropy, Britské Indie i jiných zemí. Od roku 1896 působila v tehdejší Norberčanské (nyní Berounské) ulici pobočka fulnecké firmy Karl Kargl & Söhne, vyrábějící rovněž textilní výrobky.
Roku 1909 přešel soudní okres Město Libavá do nově zřízeného politického okresu Moravský Beroun. Dne 18. září 1910 došlo k otevření nové velké školy s přilehlou tělocvičnou, přičemž starší škola byla upravena pro poštu a v patře došlo ke zřízení kanceláří radnice. S vypuknutím první světové války začaly mít zdejší textilky problémy s odbytem, nedostatkem pracovních sil a dodávkami surovin. Továrna v Keprtovické ulici přerušila se zánikem Rakouska-Uherska kontakty a ztratila zakázky. Nakonec byla na nějaký čas pronajata. Továrna v Dřemovicích přežívala dál. V letech 1921–1922 bylo Město Libavá elektrifikováno.
Po vypuknutí druhé světové války přežívaly oba provozy díky vojenské výrobě. Továrna Karl Kargl & Söhne ukončila kvůli problémům s odbytem během první světové války výrobu a odkoupil ji Karl Dömel, který v ní rozjel výrobu dřevěných hraček. Nakonec kvůli prvorepublikovým problémům s odbytem a potížemi s úřady první republiky ukončil výrobu. V Libavé dále působila též družstevní mlékárna a sladovna, vyvážející výrobky i na západ Čech. Do družstva patřilo 20 okolních obcí s 1200 členy. Dále se na počátku Libavé od Heroltovic nacházela provozovna Spolku pro pěstování lnu. Dále ve městě působila celá řada drobnějších živností a úřadů, jako byl okresní soud, okresní úřad, věznice, četnická stanice, pozemkový a berní úřad. Dále zde působil lékař, zvěrolékař, zubař a lékárna, notář i právník, pět hotelů, pět hospod, pět pekařství, šest krejčovských dílen, šest ševců, šest kovářů, dvě cukrárny, tři nákladní a jeden autobusový dopravce, taxikář atd...
Až do konce druhé světové války se jednalo o téměř čistě německé město. Roku 1921 mělo Město Libavá (včetně Dřemovic a Předměstí Libavé) 345 domů s 2237 obyvateli, z nichž 2181 patřilo k národnosti německé, 21 k tehdy prosazované československé národnosti, 3 k židovské a 32 představovali cizinci, přičemž osada Město Libavá (Město Libavá a Předměstí Libavá) měla 298 domů a 1952 obyvatel, z toho 1902 připadalo na Němce, 21 k tehdy prosazované československé národnosti, 3 na Židy a 26 představovali cizinci. Roku 1930 mělo Město Libavá (včetně Dřemovic a Předměstí Libavá) 359 domů s 2113 obyvateli, z nichž 2055 patřilo k německé národnosti, 37 k tehdy prosazované československé národnosti a 4 k židovské národnosti, přičemž osada Město Libavá (Město Libavá a Předměstí Libavá) měla 316 domů a 1811 obyvatel, z toho 1768 připadalo na Němce, 30 na tehdy prosazovanou československou národnost, 4 na židy a 9 na cizince. Po podpisu Mnichovské dohody z konce září 1938 bylo Československo nuceno odstoupit Němci osídlené pohraničí (tzv. Sudety) včetně Města Libavá nacistickému Německu. Město Libavá i nadále zůstalo součástí politického okresu Moravský Beroun, který se však změnil ve Venkovský okres Moravský Beroun (Landkreis Bärn). Tento okres však měl v důsledku Mnichovské dohody odlišnou jižní hranici a byl v rámci Německa začleněn do Sudetoněmeckých území. K 15. dubnu 1939 se pak stal v rámci nově zřízené Říšské župy Sudety součástí vládního obvodu Opava, v němž setrval až do osvobození Československa v květnu 1945. Roku 1944 mělo Město Libavá (včetně Dřemovic a Předměstí Libavá) 2193 obyvatel.

### Od konce druhé světové války do začátku 21. století

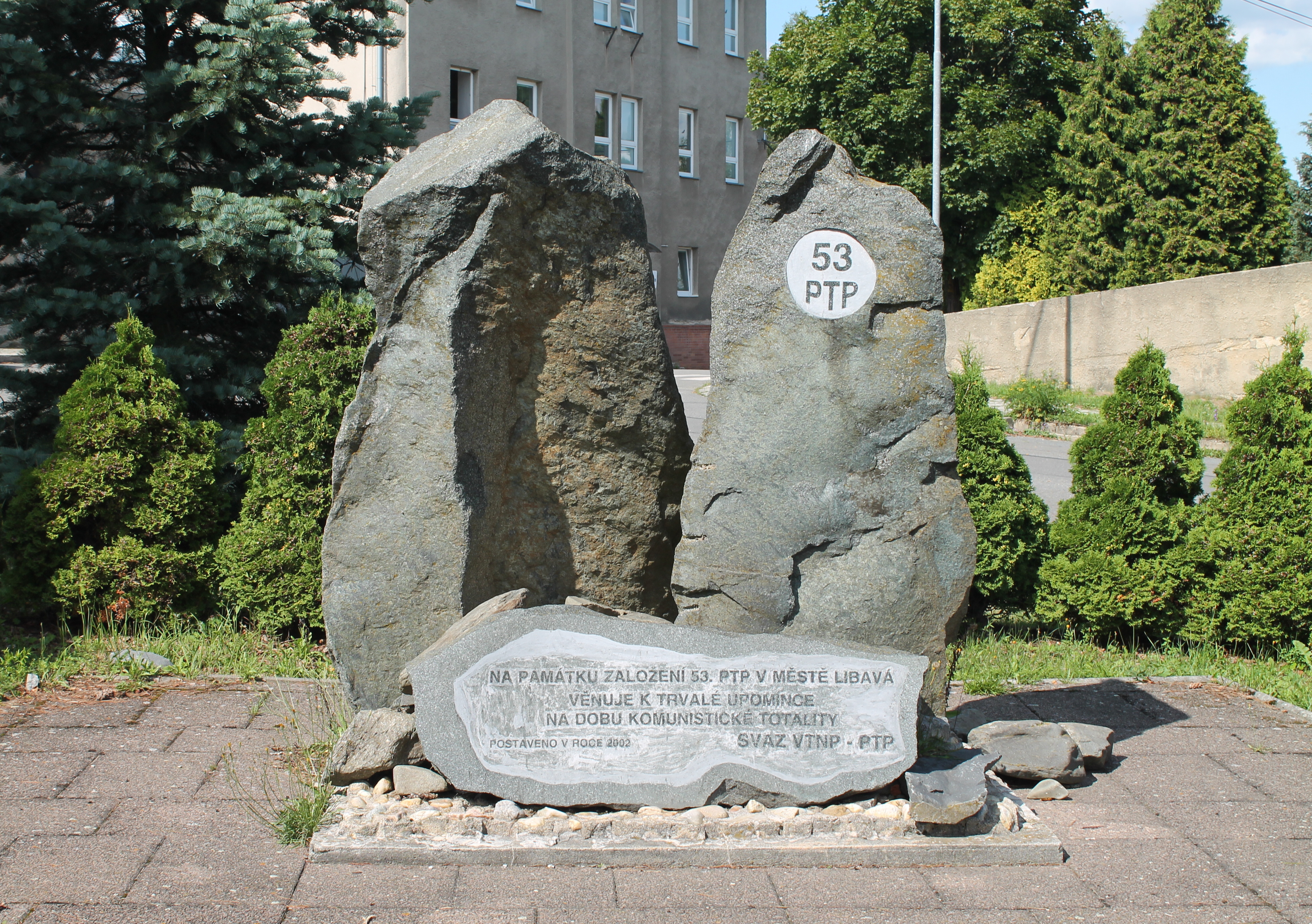
Pomník 53. pomocnému technickému praporu

Dne 4. května 1945 bylo opevněné Město Libavá několik hodin těžce ostřelováno Rudou armádou, avšak Wehrmacht a vedoucí činitelé NSDAP se i přes naléhání civilního obyvatelstva odmítali vzdát. Osvobozovacích bojů se zúčastnila také tanková brigáda českého majora Janka (budoucí poválečný generál a politik KSČ). Následné těžké boje o město, odehrávající se do 8. května 1945 si vyžádaly 200 mrtvých na obou stranách, značné materiální škody a následně o to horší zacházení vítězů s civilisty. Mnoho Němců bylo zastřeleno, bito a vězněno, ženy byly znásilňovány. Řada Němců raději volila sebevraždu. Po osvobození a obnově Československa přestalo být Město Libavá centrem okresního soudu a přestože zůstalo i nadále formálně centrem soudního okresu, soudně nadále podléhalo okresnímu soudu v Olomouci. V čele města byla ustavena místní správní komise, mající za úkol přebírat obecní správu. Do Města Libavá začali přicházet noví obyvatelé neněmecké národnostní příslušnosti. Původní německé obyvatelstvo začalo být ze strany Československa, v rámci odvety za příkoří z doby druhé světové války, všemožně diskriminováno a během roku 1946 byl z Města Libavé proveden jeho odsun do Německa, který započal 14. dubna 1946. Z původních obyvatel zůstaly ve městě tři rodiny ze smíšeného manželství a dále deset rodin z řad odborných pracovníků firmy Hallwachs. Téhož roku bylo rozhodnuto o začlenění obce do plánovaného vojenského výcvikového tábora Město Libavá a bylo naplánováno vysídlení obce. Počátkem roku 1948 mělo Město Libavá 3265 obyvatel. K 1. červenci 1950 byla obec úředně zrušena a začleněna do nově vyhlášeného vojenského újezdu Město Libavá (později přejmenovaného na vojenský újezd Libavá). Před svým zrušením měla obec území o rozloze 2511,62 hektarů, členící se na tři katastrální území: Dřemovice, Město Libavá a Předměstí Libavá. Po zrušení obce následovalo také vysídlení[zdroj?] neněmeckých přistěhovalců a „zlatokopů“, kteří sem postupně přicházeli od roku 1945. Přestože Město Libavá jako sídlo nezanikla, došlo i zde k mnoha demolicím, ve Městě Libavá však devastace probíhala pomaleji a některé stavby jsou alespoň zčásti dochovány. Ve Městě Libavá se zachoval například větrný mlýn.
Na území vojenských újezdů je zakázáno soukromé vlastnictví nemovitého majetku, což se projevuje, navzdory snaze Památkového úřadu v Brně, především na stále pokračujícím chátrání budov. Ze zástavby původního Města Libavá zůstala zachována větší část zástavby vlastního Města Libavá, část zástavby Předměstí Libavá a několik domů Dřemovic. Roku 1991 mělo Město Libavá (včetně Dřemovic a Předměstí Libavá) již jen 83 domů a 361 obyvatel. Ke 20. prosinci 2002 bylo území vojenského újezdu přerozděleno na 5 větších katastrálních území. Pozměněné katastrální území Město Libavá mělo nově rozlohu 81,34 km² a kromě téměř celého původního katastrálního území Město Libavá zahrnovalo celá bývalá katastrální území Dřemovice, Heroltovice, téměř celé bývalé katastrální území Olejovice, většinu Předměstí Libavá, Bělé, Čermné, Smilova a Staré Vody, polovinu k. ú. Mastník, menší část k. ú. Norberčany, Milovany, Podlesí nad Odrou, Údolná, Velká Střelná, Vojnovice, malou část k. ú. Guntramovice, zanedbatelné části k. ú. Nová Ves nad Odrou a Trhavice. Tento zvětšený katastr tak zahrnul existující zástavbu Města Libavá (včetně Dřemovic a Předměstí Libavá) a Heroltovic a dále bývalé intravilány Bělé a Olejovic, severní polovinu bývalého intravilánu Smilova, západní polovinu bývalého intravilánu Mastníku, jižní okraj bývalého intravilánu Údolné, severní část bývalého intravilánu Staré Vody, severní polovinu bývalého intravilánu Milovan a severní polovinu bývalého intravilánu Čermné.

### Obnova samostatnosti

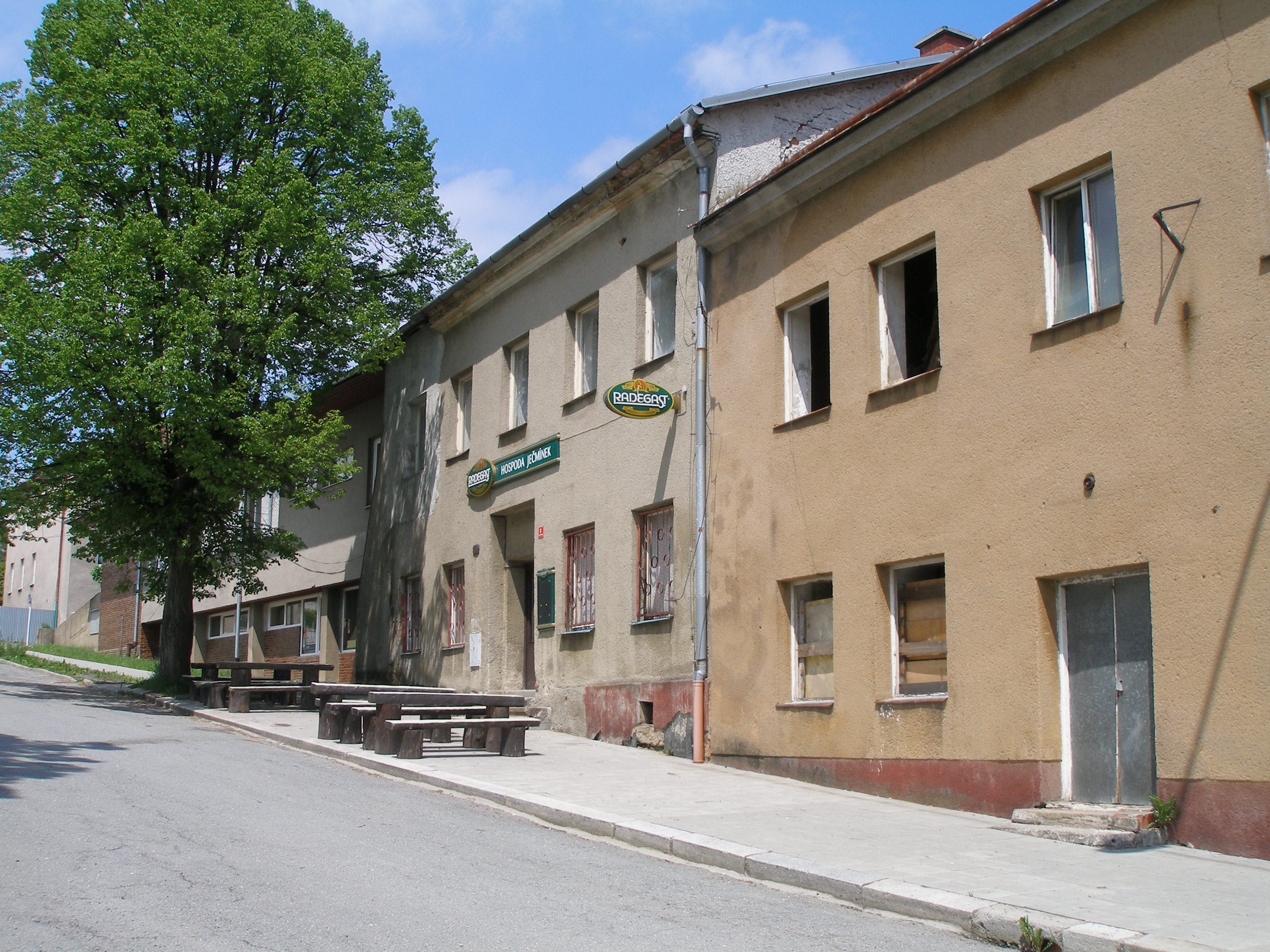
Severovýchodní strana náměstí v roce 2008, dva původní domy (zbourány na přelomu let 2011 a 2012) doplněné o novodobý obchodní dům

V letech 2001–2002 někteří senátoři rozvířili dění kolem porušování práva obyvatel na samosprávu – od roku 1950 nebylo Město Libavá (od roku 1993 v rozporu s Ústavou ČR) obcí ani součástí žádné obce. Přestože jim v mnohém bylo dáno za pravdu, protiústavní situace, kdy přes tisíc obyvatel nemělo právo volit svoji místní samosprávu, trvala dál.
Obrat přinesl až duben 2011, kdy tehdejší ministr obrany Alexandr Vondra přišel s plánem optimalizace vojenských újezdů, podle kterého se měl vojenský újezd Libavá do roku 2015 zmenšit asi o 79,15 km², tedy necelou čtvrtinu, zejména o okrajové části, které jsou částečně turisticky zpřístupněné. Kromě úspor armády je cílem také vyčlenit z vojenského újezdu co nejvíce obyvatel. V září 2011 představil ministr obrany plán starostům obcí z okolí vojenského újezdu. Přitom uvedl, že v závislosti na názoru místních obyvatel se odloučená území buď připojí k sousedním obcím, nebo vzniknou nové obce. Na začátku ledna 2012 záměr schválila vláda.
Ve dnech 10. a 11. února 2012 se ve Městě Libavá konala anketa, obdoba místního referenda, s otázku, zda si obyvatelé přejí připojení k sousední obci, nebo vznik samostatné obce. Účast dosáhla 49,86 % a pro vznik samostatné obce, zahrnující i Heroltovice, hlasovalo 97,78 %, zatímco nesouhlas vyslovilo jen 1,67 % zúčastněných.
Nová obec nakonec vznikla k 1. lednu 2016. V souvislosti se zmenšením vojenského újezdu Libavá došlo i k vytvoření nových katastrálních území, přičemž od stávajícího k. ú. Město Libavá byla oddělena nová k. ú. Dřemovice u Města Libavá (rozloha 47,140909 km²), Město Libavá II (rozloha 0,017446 km²) a Předměstí u Města Libavá (rozloha 4,934992 km²). K. ú. Město Libavá se tak zmenšilo na 29,153301 km². Z dosavadního k. ú. Rudoltovice bylo nově vyčleněno k. ú. Město Libavá I (rozloha 0,156604 km²). Nová obec tak leží na k. ú. Město Libavá, Město Libavá I a Město Libavá II, a dělí se na dvě části: vlastní Město Libavá a Heroltovice. Mimo nich se její součástí staly též bývalé intravilány Bělé a Staré Vody. Pokud jde o historické katastrální členění (to znamená katastrální území v hranicích před 20. prosincem 2002), zahrnuje nová obec části k. ú. Bělá, Dřemovice, Guntramovice, Heroltovice, Město Libavá, Norberčany, Podlesí nad Odrou, Předměstí Libavá, Stará Voda a Trhavice.
Není známo, že by obec po svém obnovení požádala o obnovení statusu města, na které by měla automatický nárok, pokud by prokázala, že v minulosti městem byla. Navzdory svému názvu, který slovem „Město“ začíná, je tak nyní jen „obyčejnou“ obcí, tedy ani městem, ani městysem.

## Pamětihodnosti
- kostel Povýšení svatého Kříže – barokní jednolodní chrám z let 1662–1666, rekonstruovaný po požáru v roce 1817
- větrný mlýn z poloviny 19. století
- kamenný dvouobloukový most přes Libavský potok
- kostel svatého Jakuba Většího a svaté Anny – poutní kostel v zaniklé vsi Stará Voda, vystavěný v letech 1683–1688 podle návrhu Giovanniho Pietra Tencally
- Pomník 53. pomocnému technickému praporu

## Osobnosti
- Ignaz Czapka (1791–1881), policejní ředitel a starosta Vídně

## Galerie

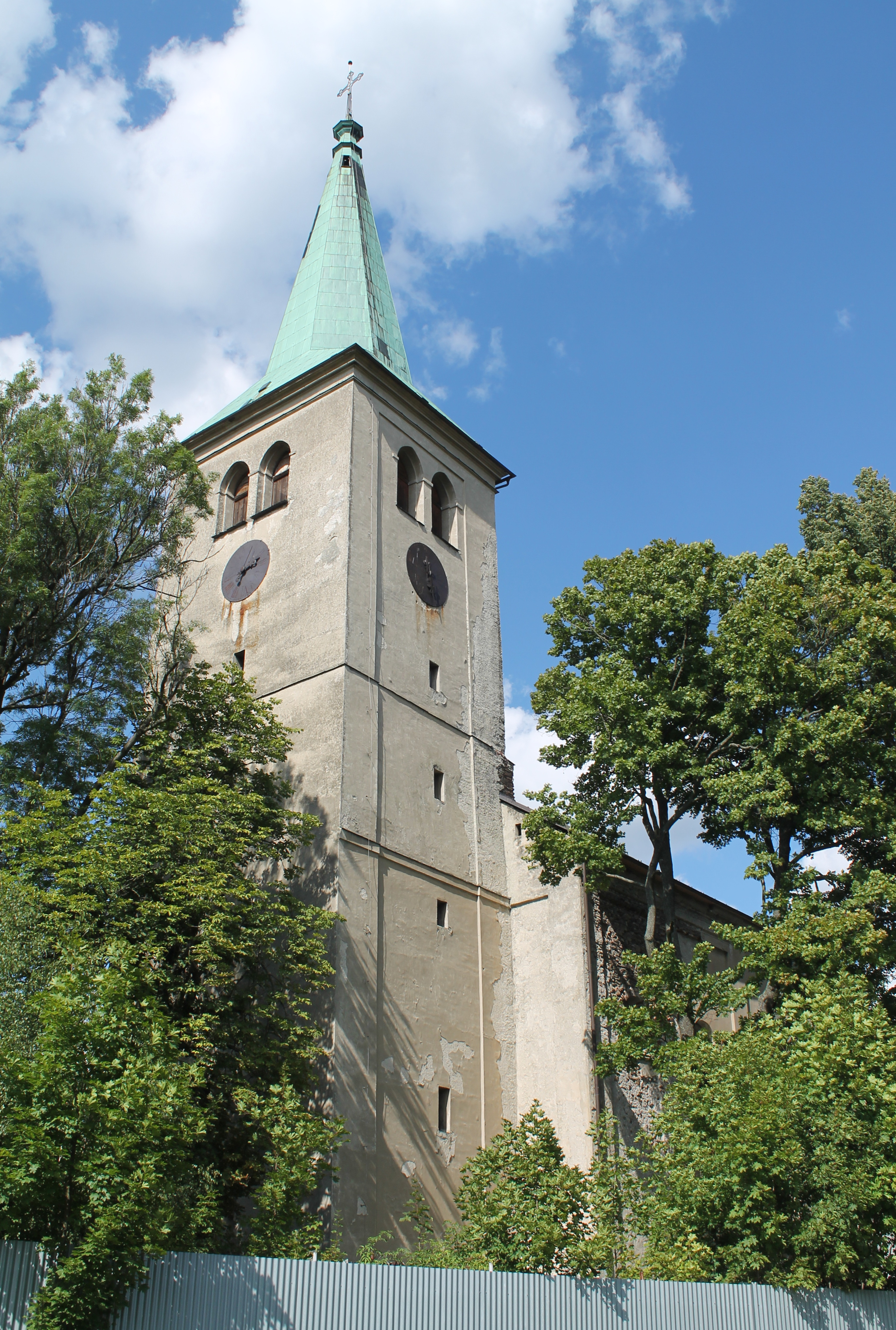
Kostel Povýšení svatého Kříže
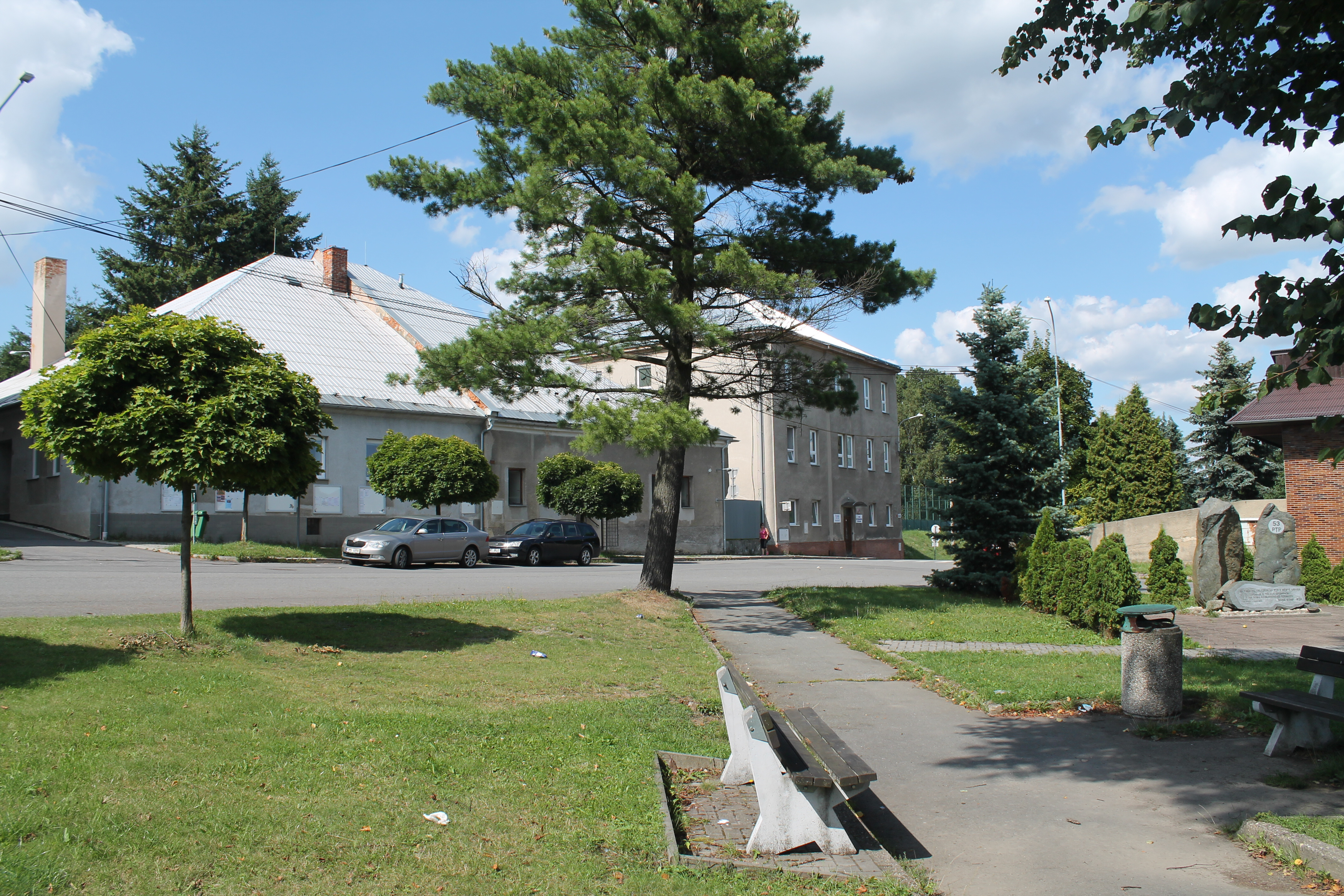
Náměstí
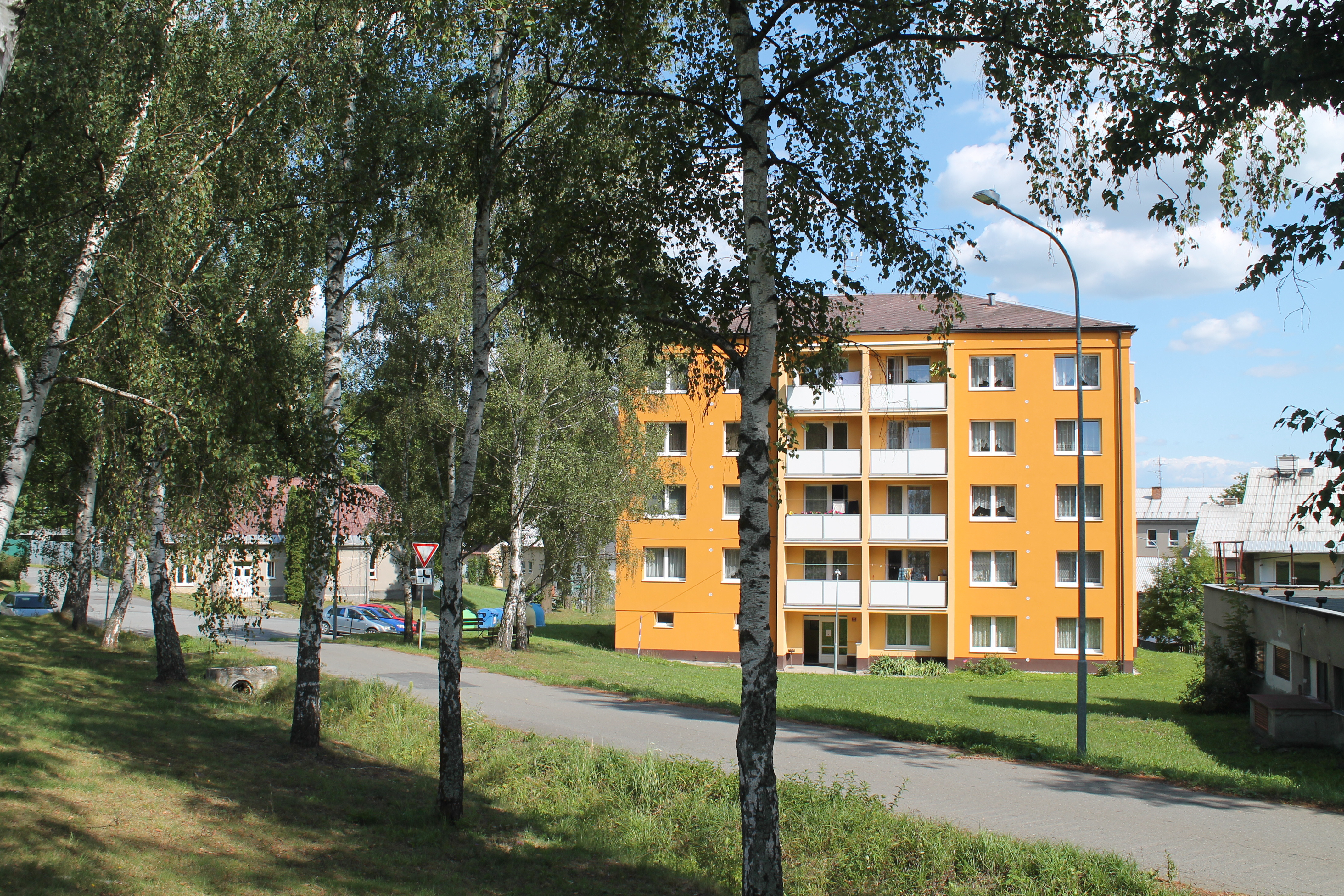
Ulice 9. května
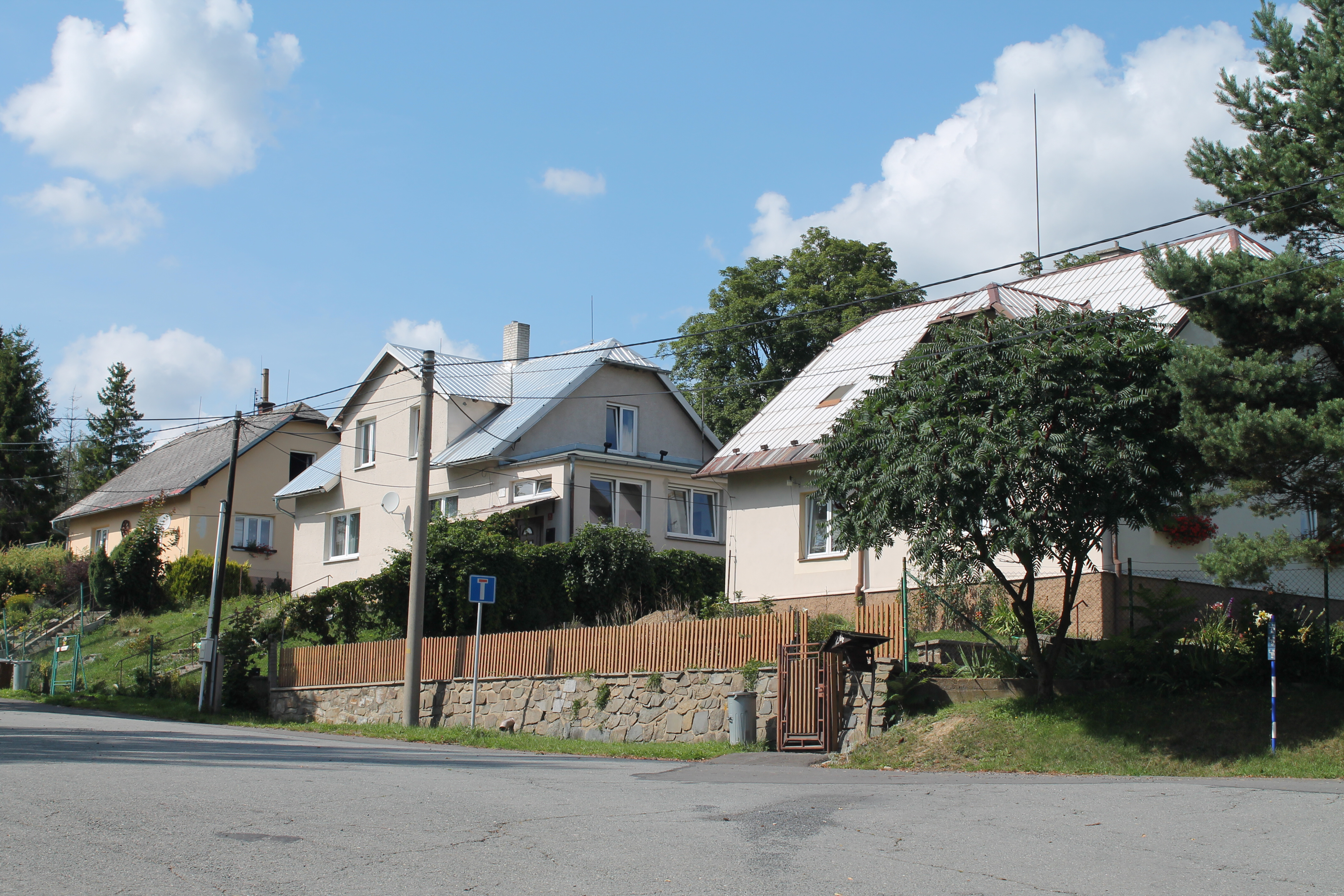
Rodinná zástavba v ulici 9. května
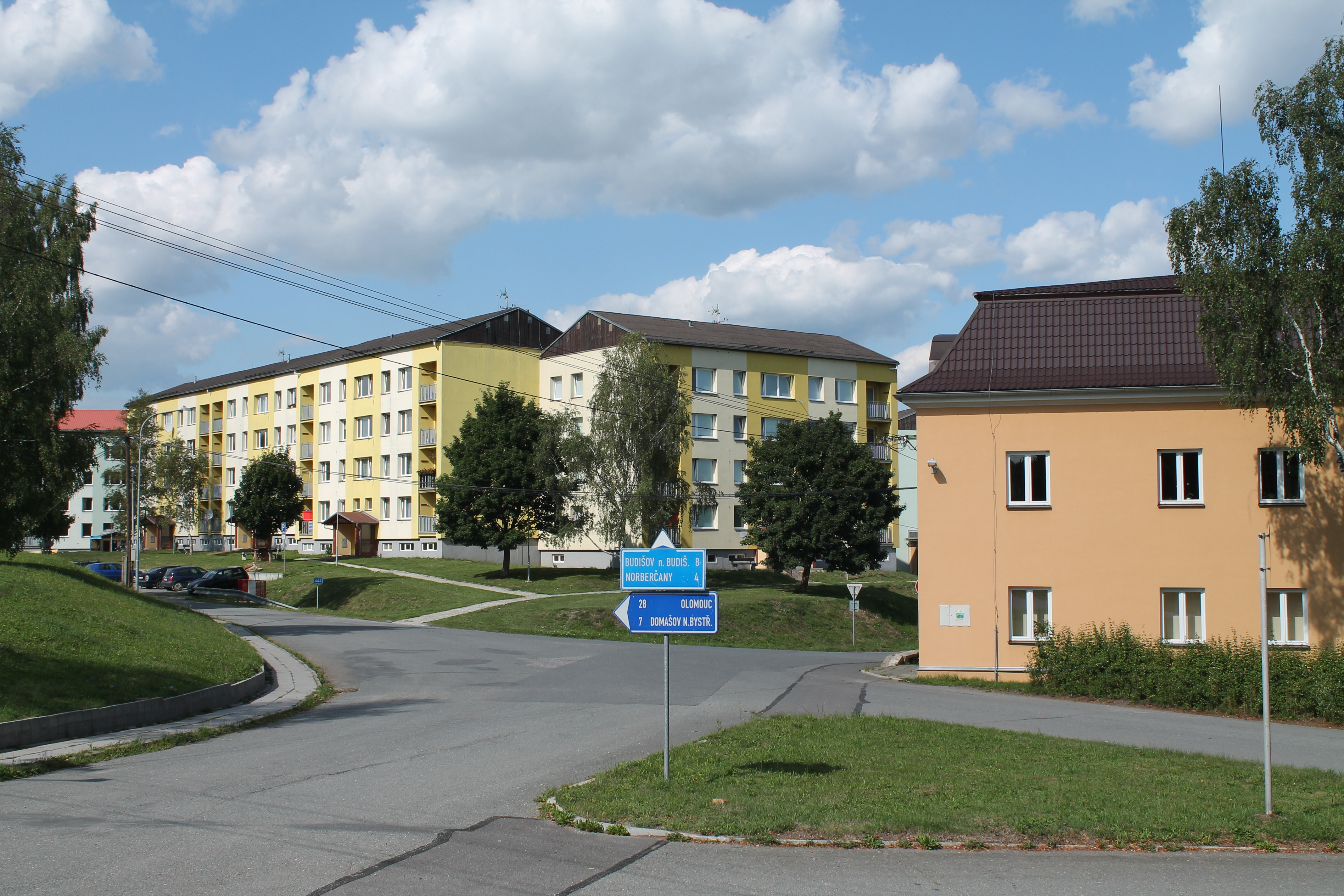
Křižovatka Berounské a Domašovské
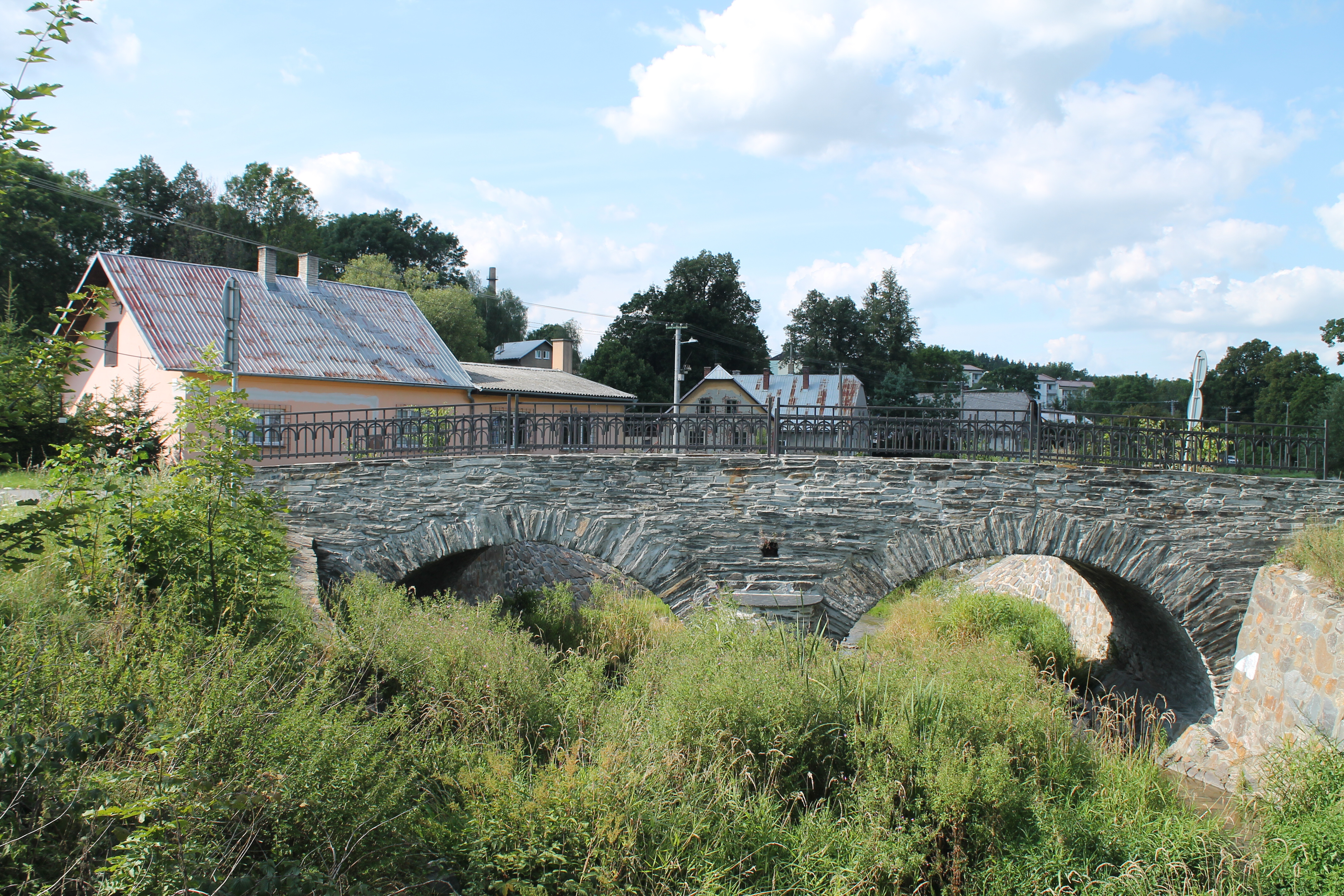
Kamenný most
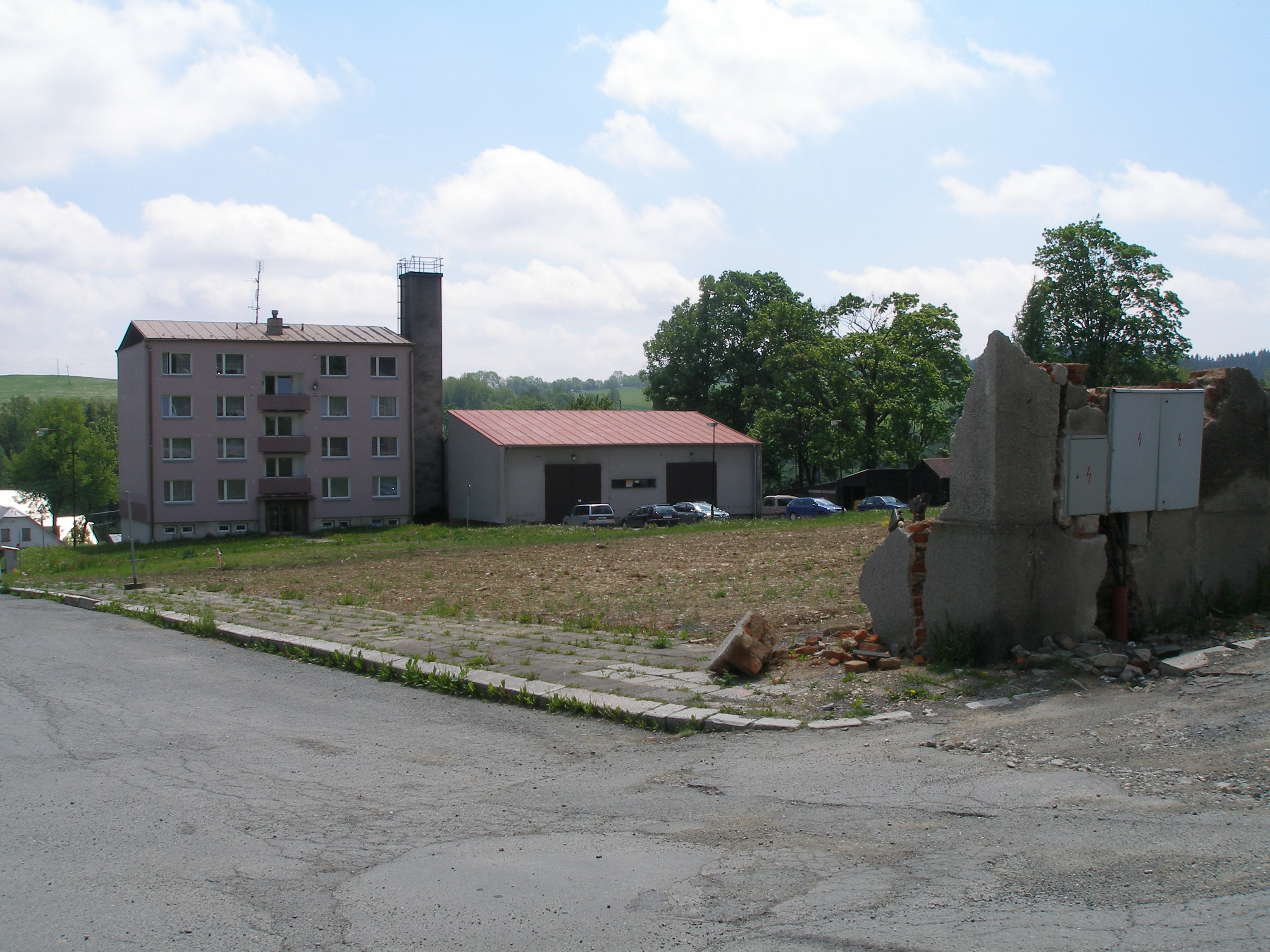
Jihozápadní strana náměstí v roce 2008, nedlouho před vyfotografováním zcela srovnaná se zemí
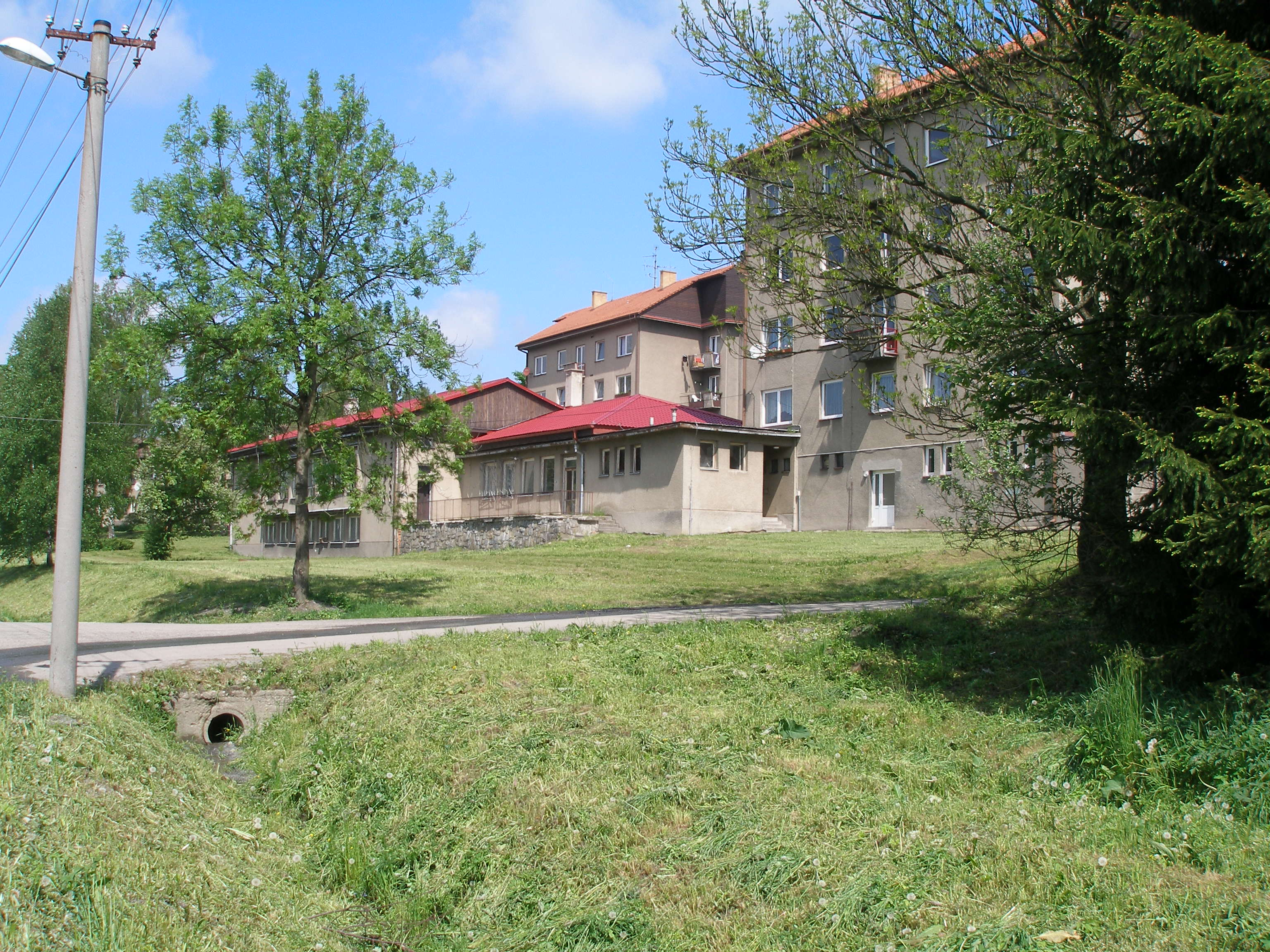
Heroltovice